# Hymna Mali
Hymna Mali je píseň Le Mali (česky Mali) známá též jako Pour l'Afrique et pour toi, Mali (česky Pro Afriku a pro tebe, Mali) nebo A ton appel Mali (česky Na tvůj příkaz Mali). Text napsal Seydou Badian Kouyaté a hudbu složil Banzumana Sissoko. Byla přijata v roce 1962, dva roky po vyhlášení nezávislosti.

## Text
À ton appel Mali
Pour ta prospérité
Fidèle à ton destin
Nous serons tous unis
Un Peuple un But une Foi
Pour une Afrique Unie...
Pour l'Afrique et pour toi, Mali,
Notre drapeau sera liberté.
Pour l'Afrique et pour toi, Mali,
Notre combat sera unité.
Ô Mali d'aujourd'hui
Ô Mali de demain
Les champs fleurissent d'espérance
Les cœurs vibrent de confiance